# 米基·斯皮兰
米基·斯皮兰（Mickey Spillane，1918年3月9日—2006年7月17日），是一位美国犯罪小说家，他被称为“低俗小说之王”。 他寫的許多故事都以一位侦探为主角。斯皮兰偶尔也會去演電影。 
2006年7月17日，斯皮兰因胰臟癌去世。